# محطة توليد أسوان الأولى
محطة توليد أسوان الأولى  هي محطة توليد طاقة مصرية تم إنشاء المحطة سنة 1953 وهي تتكون من 7 وحدات القدرة الاسمية لكل وحدة 40 ميجاوات كان الاقتراح ان يتم إنشاء المحطة على جسم خزان اسوان ولكن خوفا من الاهتزازات واثارها تم إنشاء المحطة على ضفاف النهر على ان يتم تصريف المياة عن طريق اربع انفاق تصب خلف الخزان.